# Hans Vonk (piłkarz)
Hans Vonk (ur. 30 stycznia 1970 w Alberton) – południowoafrykański bramkarz, mający również obywatelstwo holenderskie.

## Kariera
Vonk grał głównie w klubach Eredivisie. Dla reprezentacji RPA rozegrał 43 spotkania od maja 1998 roku. Był numerem 1 w bramce 'Bafana Bafana' na Mistrzostwa Świata 1998. Pojechał również na ten sam turniej w roku 2002, jednak miejsca w bramce musiał ustąpić Andre Arendse.
Karierę rozpoczynał w RKC Waalwijk, potem grał w FC Wageningen, FC Den Bosch, znów RKC, a potem przeniósł się do SC Heerenveen, gdzie spędził aż 8 lat. Latem roku 2004 opuścił klub z Abe Lenstra i przeniósł się do Ajaxu Amsterdam, gdzie był dopiero trzecim bramkarzem po Maartenie Stekelenburgu i Bogdanie Loboncie. Z kolei latem 2006 roku podpisał dwuletnią umowę z Ajaxem Kapsztad. Po dwóch latach powrócił jednak do swojego byłego klubu Ajaxu Amsterdam, w którym spędził tylko trzy miesiące. Po tym czasie przeszedł do SC Heerenveen, gdzie grał już w latach 1996–2004. W czerwcu 2009 roku Vonk powrócił do Ajaxu Kapsztad. Przez dwa sezony był podstawowym bramkarzem zespołu. W czerwcu 2011 roku, w wieku 41 lat zakończył piłkarską karierę.